# Flugplatz Vilsbiburg

i7
i11
i13
Der Flugplatz Vilsbiburg (ICAO-Code: EDMP) ist der Flugplatz der niederbayerischen Stadt Vilsbiburg im Landkreis Landshut. Er wird vom Luftsportverein Vilsbiburg e. V. betrieben.
Der Sonderlandeplatz liegt knapp drei Kilometer südlich des historischen Ortskernes von Vilsbiburg auf einer Höhe von 442 m ü. NN im Vilstal.

## Geschichte
Die Fliegerei wird in Vilsbiburg seit 1934 betrieben. Nach Ende des Zweiten Weltkriegs war wegen des von der alliierten Besatzungsmacht verhängten Flugverbots kein Flugbetrieb mehr möglich. Als das Flugverbot 1951 aufgehoben wurde, konnte man in Deutschland wieder der privaten Fliegerei nachgehen und der Verein wurde in den Jahren 1951/1952 neu gegründet. Seit 1965 besteht der Verein in seiner heutigen Form. 

## Flugplatz und Ausstattung
Der Flugplatz ist ein Sonderlandeplatz für Luftfahrzeuge aller Art bis 2000 kg sowie Helikopter bis 3000 kg Höchstabfluggewicht (MTOW) und hat keine geregelten Betriebszeiten. Eigentümer und Betreiber des Fluggeländes ist der Luftsportverein Vilsbiburg e. V. Eine Landung ist nur nach vorheriger Anmeldung möglich (PPR). Der Platz führt den ICAO-Code EDMP.
Es bestehen ein Wirtschaftsgebäude mit ebenerdigem Flugleitstand (Frequenz 118.060 MHz), ein Hangar und das Vereinsheim. 

## Veranstaltungen
Ründflüge werden aus steuer- sowie gewerberechtlichen Gründen nicht angeboten, es gibt jedoch auf Nachfrage Mitfluggelegenheiten zum Selbstkostenpreis direkt bei den Piloten am Platz.
Jeweils am letzten Augustwochenende findet das traditionelle Hallenfest statt.

## Zwischenfälle
- Am 8. April 2017 kam es zu einer Notlandung eines Ultraleichtflugzeuges vom Typ W.D. Flugzeug Leichtbau D4BK in Vilsbiburg. Das Fluggerät setzte mehrfach hart auf, wobei es durch einen Bruch der Rumpfröhre schwer beschädigt wurde. Der Pilot blieb unverletzt.[3]

## Verkehrsanbindung
Unmittelbar östlich des Flugplatzes verläuft die Bundesstraße 388, von der 500 m östlich die Bundesstraße 299 abzweigt. An der Zufahrt bzw. der Abzweigung nach Oberenglberg hält die Regionalbuslinie 312, die unter der Woche nach Vilsbiburg und in Gegenrichtung über Velden nach Landshut fährt. Für Vilsbiburg gibt es zudem die Möglichkeit, ein Anruf-Sammel-Taxi zu bestellen.